# HD 31925
HD 31925，又名BD-16 1013，SAO 150052、HR 1604，是一颗恒星，视星等为5.66，位于銀經215.97，銀緯-32.06，其B1900.0坐标为赤經4h 54m 32.9s，赤緯-16° -32.06′ 53″。